# الإنسان الأعلى

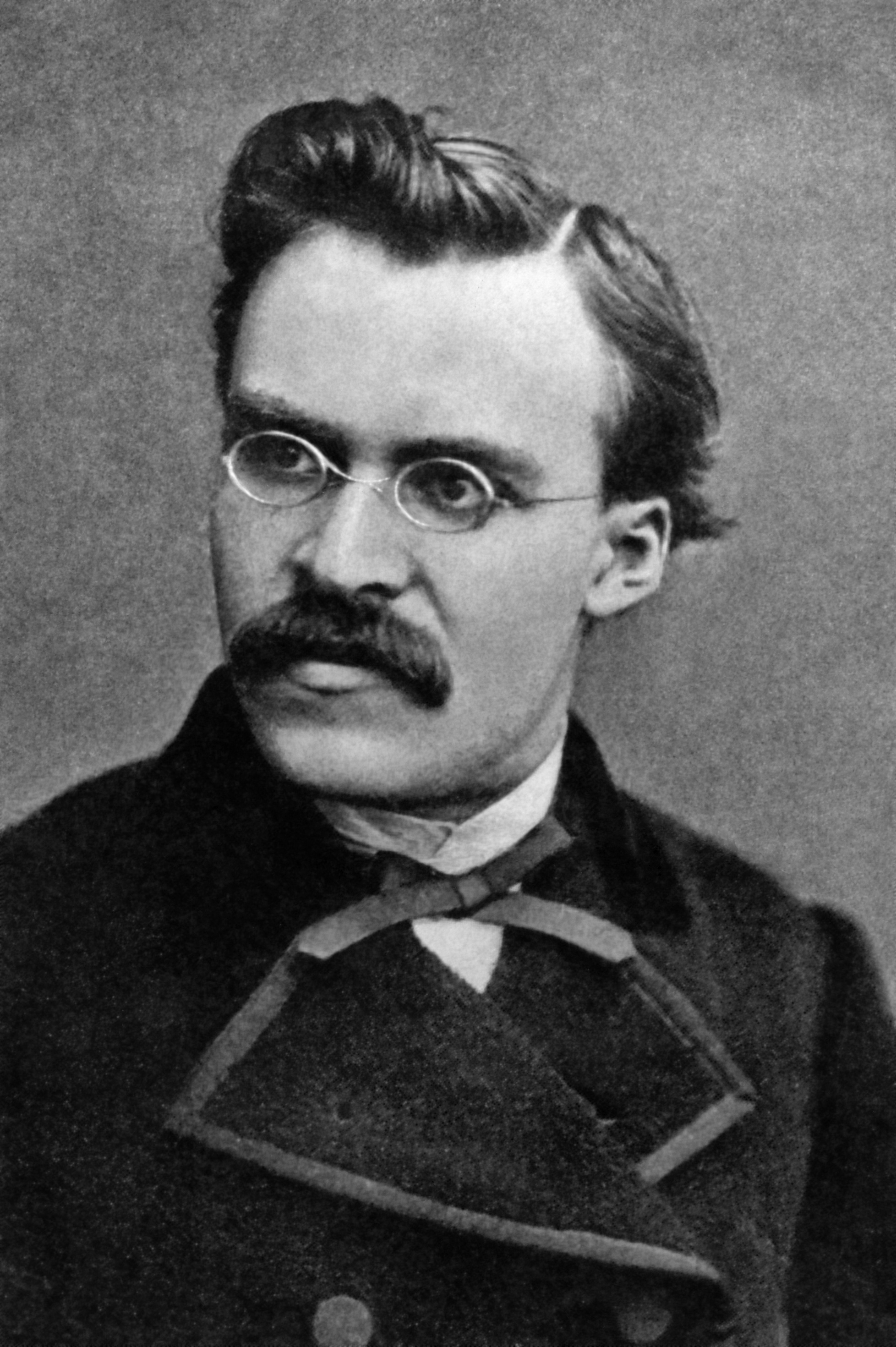
فريدريك نيتشه في 1869.

الإنسان الأعلى (بالألمانية:Übermensch) أو الأنسان الخارق أو فوق الأنسان وهي مفهوم من فلسفة فريدريش نيتشه (Philosophy of Friedrich Nietzsche). في كتابه هكذا تكلم زرادشت (بالألمانية:Also sprach Zarathustra) والذي نُشر في 1883. طرح نيتشه من خلال شخصية زاردشت مفهوم الإنسان الأعلى كهدف للبشرية نفسها. وهو عمل تمثيلي فلسفي، مع هيكلية شبيهة بالجاثث (Gathas) الخاص بـ زرادشت.